# FIM Moto2 Európa-bajnokság
A FIM Moto2 Európa-bajnokság egy gyorsaságimotoros sorozat, amely fiatal európai versenyzők számára készült. A sorozatot a Dorna Sports szervezi.
A Moto2 kezdetben egy 600 köbcentis négyütemű osztály volt. A motorokat kizárólag a Honda szállította, a gumiabroncsokat a Dunlop , az elektronikát pedig csak a FIM által szankcionált gyártók szállítják. A szénféktárcsák tilosak, csak acél féktárcsák megengedettek. Az alvázra azonban nincsenek korlátozások.
A tervek szerint a bajnokságot 2020-ban, a Moto2 világbajnokság 2019-es váltása után Triumph motorokra váltották volna. A váltást azonban 2020-ra és 2021-re elhalasztották, hogy csökkentsék a költségeket a folyamatban lévő COVID-19 világjárvány miatt. A bajnokság 2022-ben végül Triumph motorokra váltott.

## Bajnokok
| Év   | Bajnok          | Csapat                          | Gyártó     |
| ---- | --------------- | ------------------------------- | ---------- |
| 2010 | Carmelo Morales | Team Laglisse                   | Suter      |
| 2011 | Jordi Torres    | Team Laglisse                   | Suter      |
| 2012 | Jordi Torres    | Team Laglisse                   | Suter      |
| 2013 | Román Ramos     | Team Stratos                    | Ariane     |
| 2014 | Jesko Raffin    | Pons Racing                     | Kalex      |
| 2015 | Edgar Pons      | Páginas Amarillas HP40 Junior   | Kalex      |
| 2016 | Steven Odendaal | AGR Team                        | Kalex      |
| 2017 | Eric Granado    | Promoracing                     | Kalex      |
| 2018 | Jesko Raffin    | easyRace Team                   | Suter      |
| 2019 | Edgar Pons      | Baiko Racing Team               | Kalex      |
| 2020 | Yari Montella   | Team Ciatti                     | Speed Up   |
| 2021 | Fermín Aldeguer | Team Ciatti                     | Boscoscuro |
| 2022 | Lukas Tulovic   | Liqui Moly Intact JuniorGP Team | Kalex      |
| 2023 | Senna Agius     | Liqui Moly Intact JuniorGP Team | Kalex      |
| 2024 | Roberto García  | Fantic Cardoso Racing           | Kalex      |